# Orientnäshornsfågel
Orientnäshornsfågel (Anthracoceros albirostris) är en asiatisk fågel i familjen näshornsfåglar med vid utbredning från Indien till Indonesien.

## Utseende
Orientnäshornsfågeln är en medelstor (55–60 cm), ljusnäbbad och svartvit näshornsfågel med vitt på buk, längst ut på de yttre stjärtpennorna och på vingens bakkant. Kännetecknande är även en ljus, cylindrisk kask på näbben med svart längst fram och en blå strupfläck. Honan har svart på näbbspetsen och har en mindre och mer rundad kask. Liknande rajanäshornsfågeln, tidigare behandlad som underart, är större och har mer yxformad kask, helvita yttre stjärtpennor, bredare vit vingbakkant och rosa strupfläck.

## Utbredning och systematik
Orientnäshornsfågel delas in i två underarter med följande utbredning:
- Anthracoceros albirostris albirostris – förekommer från Indien till Assam, Nepal, Myanmar, södra Kina och Indokina
- Anthracoceros albirostris convexus – förekommer i södra Thailand samt på Malackahalvön, Stora Sundaöarna och intilliggande öar

## Status och hot
Arten har ett stort utbredningsområde och det finns inga tecken på vare sig några substantiella hot eller att populationen minskar. Utifrån dessa kriterier kategoriserar IUCN arten som livskraftig (LC).